# Bandeira de Mónaco
A Bandeira de Mônaco (português brasileiro) ou do Mónaco (português europeu) tem dois campos horizontais iguais de vermelho (cima) e branco. O branco e o vermelho são as cores heráldicas que representam a Casa de Grimaldi desde o ano de 1339. 
O Principado tem usado, como insígnia, a atual bandeira do Governo de Mónaco, mas as versões anteriores figuravam as escudo de armas, que há sido utilizado desde a fundação do Principado (salvo o período em que esteve anexado a França (1793-1814).
A versão atual da Bandeira Nacional foi adotada em 4 de abril de 1881, sob o governo de Carlos III.
Existiu um estandarte composto por um losango com as cores da Casa de Grimaldi (na terminologia heráldica: losango de prata e gules) muito utilizado durante o século XVII.

## Bandeira do Governo Principesco
A Bandeira do Governo Principesco é de cor branca, as proporções de sua altura e largura são de 2:3. No centro da bandeira figura o escudo de Mónaco.  Esta bandeira tem poucos usos em outros países: se usa em todas as dependências onde o poder emana (de uma maneira direta ou indireta) do Príncipe Soberano como no Palácio do Príncipe de Mônaco, nas embaixadas, consulados, monegascos e nas dependências onde o poder emana do povo como no Conselho Nacional de Mónaco.  

## Estandarte do Príncipe
O Estandarte do Príncipe é de cor branca com dimensões 3:4 ou 5:6 quando utilizada com franjas. No centro figura a Coroa do Príncipe (que é uma Coroa Real) e duas letras opostas (monograma) que reproduzem a inicial do nome de Casa Príncipe Soberano. 

## Bandeiras históricas

Monograma do Príncipe Alberto II.
Bandeira do Governo Principesco.
Bandeira utilizada entre os séculos XIV e XVIII.

## Semelhanças
A Bandeira de Mónaco praticamente possui a mesma configuração de faixas e cores da Bandeira da Indonésia, com uma pequena diferença das mesmas quanto a proporção e a tonalidade do vermelho. Também possui uma certa semelhança com a Bandeira de Singapura e com a da Polónia, porém esta última possui as cores invertidas.

## Ligações Externas
- Explicação do uso de várias bandeiras de Mônaco
- Bandeiras da bandeira do mundo banco de dados de Mônaco na base de dados da bandeira do mundo